# 王岳錫
王岳錫（1559年—？），字子正，號肖塘，錦衣衛旗籍，山東萊州府膠州人，明朝政治人物。

## 生平
萬曆十年（1582年）壬午科順天府鄉試第六十名，萬曆十一年（1583年）癸未科會試第三百四十七名，登二甲第三十九名進士。兵部觀政，次年授主事，十六年升员外郎，十七年升郎中，十八年官至池州府知府。二十年考察調用，補河東運同，乞告养親。三十九年補两浙運同，四十一年升山西潞安府知府，四十三年調簡。

## 家族
曾祖王縉，曾任錦衣衛副千戶；祖父王簡，贈兵部主事；父王价，庚戌進士、曾任怀庆知府。母戴氏（封安人）。慈侍下。弟申錫。